# Francisco José I da Áustria
Francisco José I (em alemão:  Franz Joseph Karl; em húngaro:  Ferenc József Károly; Viena, 18 de agosto de 1830 – Viena, 21 de novembro de 1916) foi Imperador da Áustria, Rei da Hungria e governante dos outros estados da monarquia dos Habsburgos de 2 de dezembro de 1848 até sua morte em 1916. No início de seu reinado, seus reinos e territórios eram chamados de Império Austríaco, mas foram reconstituídos como a monarquia dual do Império Austro-Húngaro em 1867. De 1º de maio de 1850 a 24 de agosto de 1866, ele também foi presidente da Confederação Germânica.
Em dezembro de 1848, o tio de Francisco José, o Imperador Fernando I, abdicou do trono em Olomouc, como parte do plano do Ministro-Presidente Felix zu Schwarzenberg para acabar com a Revolução Húngara de 1848. Francisco José então ascendeu ao trono. Em 1854, ele se casou com sua prima, a duquesa Isabel, na Baviera, com quem teve quatro filhos: Sofia, Gisela, Rodolfo e Maria Valéria. Considerado amplamente reacionário, Francisco José passou o início de seu reinado resistindo ao constitucionalismo em seus domínios. O Império Austríaco foi forçado a ceder sua influência sobre a Toscana e a maior parte de sua reivindicação à Lombardia-Veneza ao Reino da Sardenha, após a Segunda Guerra de Independência Italiana em 1859 e a Terceira Guerra de Independência Italiana em 1866. Embora Francisco José não tenha cedido nenhum território ao Reino da Prússia após a derrota austríaca na Guerra Austro-Prussiana, a Paz de Praga (23 de agosto de 1866) resolveu a Questão Alemã em favor da Prússia, o que impediu que a unificação da Alemanha ocorresse sob a Casa de Habsburgo.
Francisco José foi atormentado pelo nacionalismo durante todo o seu reinado. Ele concluiu o Compromisso Austro-Húngaro de 1867, que concedeu maior autonomia à Hungria e criou a monarquia dual da Áustria-Hungria. Ele governou pacificamente pelos 45 anos seguintes, mas sofreu pessoalmente as tragédias da execução de seu irmão, o imperador Maximiliano I do México, em 1867, o suicídio de seu filho Rudolf, em 1889, e os assassinatos de sua esposa Isabel, em 1898, e de seu sobrinho e herdeiro presuntivo, o arquiduque Francisco Ferdinando, em 1914.
Após a Guerra Austro-Prussiana, a Áustria-Hungria voltou sua atenção para os Bálcãs, que eram um ponto crítico de tensão internacional devido aos interesses conflitantes da Áustria não apenas com o Império Otomano, mas também com o Império Russo. A Crise da Bósnia foi resultado da anexação da Bósnia e Herzegovina por Francisco José em 1908, que já estava ocupada por suas tropas desde o Congresso de Berlim (1878). Em 28 de junho de 1914, o assassinato do arquiduque Francisco Ferdinando em Sarajevo resultou na declaração de guerra da Áustria-Hungria contra o Reino da Sérvia, que era um aliado do Império Russo. Isso ativou um sistema de alianças que declaravam guerra umas às outras, o que resultou na Primeira Guerra Mundial. Francisco José morreu em 1916, depois de governar seus domínios por quase 68 anos. Ele foi sucedido por seu sobrinho-neto Carlos I e IV.

## Biografia

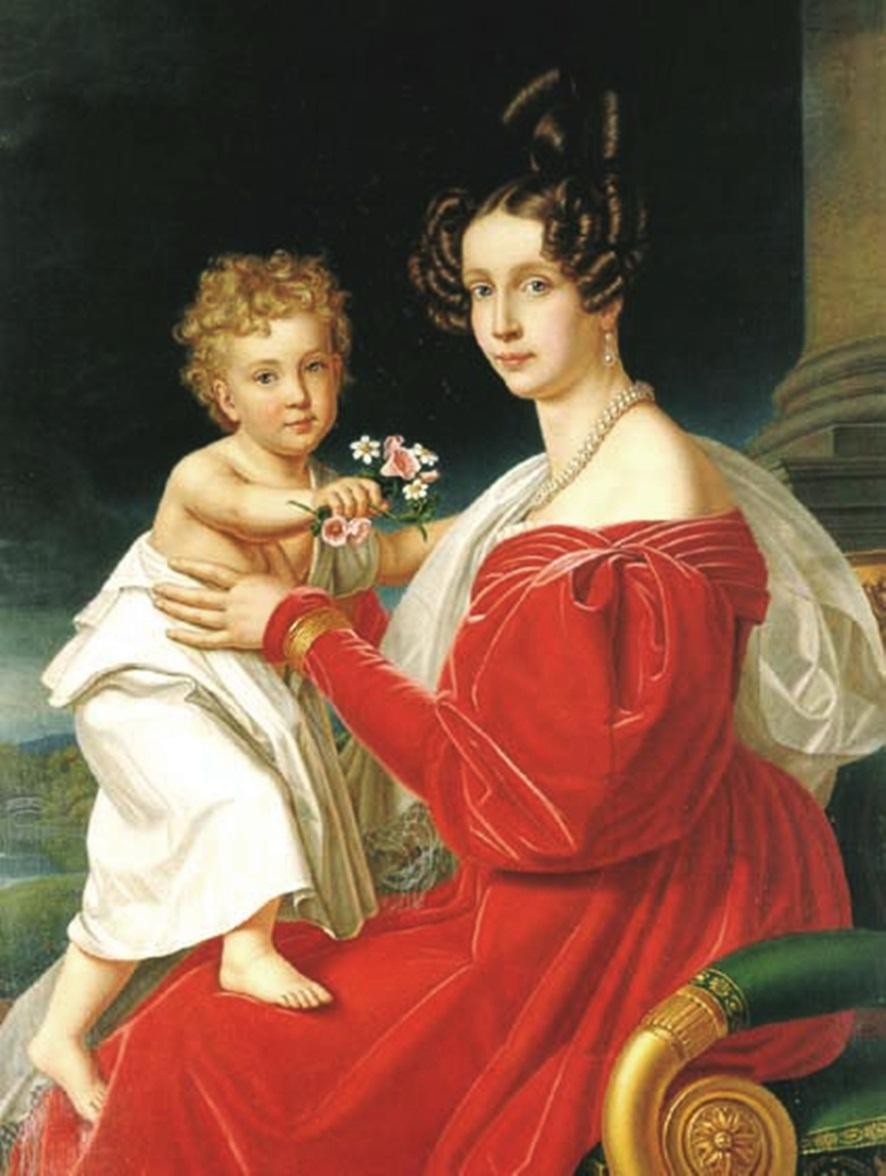
Franz Joseph e sua mãe, a arquiduquesa Sofia, por Joseph Karl Stieler

Francisco José nasceu em 18 de agosto de 1830 no Palácio de Schönbrunn, em Viena (no 65º aniversário da morte de Francisco de Lorena), como o filho mais velho do arquiduque Francisco Carlos (o filho mais novo de Francisco I) e sua esposa Sofia, princesa da Baviera. Como seu tio, que reinou a partir de 1835 como Imperador Fernando, estava incapacitado por convulsões, e seu pai era pouco ambicioso e reservado, a mãe do jovem Arquiduque "Franzi" o criou como um futuro imperador, com ênfase na devoção, responsabilidade e diligência.
Por essa razão, Francisco José foi constantemente considerado um potencial sucessor ao trono imperial por sua mãe politicamente ambiciosa desde a infância.
Até os sete anos de idade, o pequeno "Franzi" foi criado sob os cuidados da babá ("Aja") Louise von Sturmfeder. Começou então a "educação estatal", cujos conteúdos centrais eram o "senso de dever", a religiosidade e a consciência dinástica. O teólogo Joseph Othmar von Rauscher transmitiu a ele a compreensão inviolável do governo de origem divina (graça divina) e, portanto, a crença de que nenhuma participação da população no governo na forma de parlamentos era necessária.
Os educadores Heinrich Franz von Bombelles e o Coronel Johann Baptist Coronini-Cronberg ordenaram que o arquiduque Franz estudasse uma quantidade enorme de tempo, que inicialmente compreendia 18 horas por semana e foi expandida para 50 horas por semana aos 16 anos. Um dos principais focos das aulas era a aquisição da língua: além do francês, a língua diplomática da época, o latim e o grego antigo, o húngaro, o tcheco, o italiano e o polonês eram as línguas nacionais mais importantes da monarquia. Além disso, o arquiduque recebeu educação geral, como era costume na época (incluindo matemática, física, história, geografia), que mais tarde foi complementada por direito e ciência política. Várias formas de educação física completavam o extenso programa.

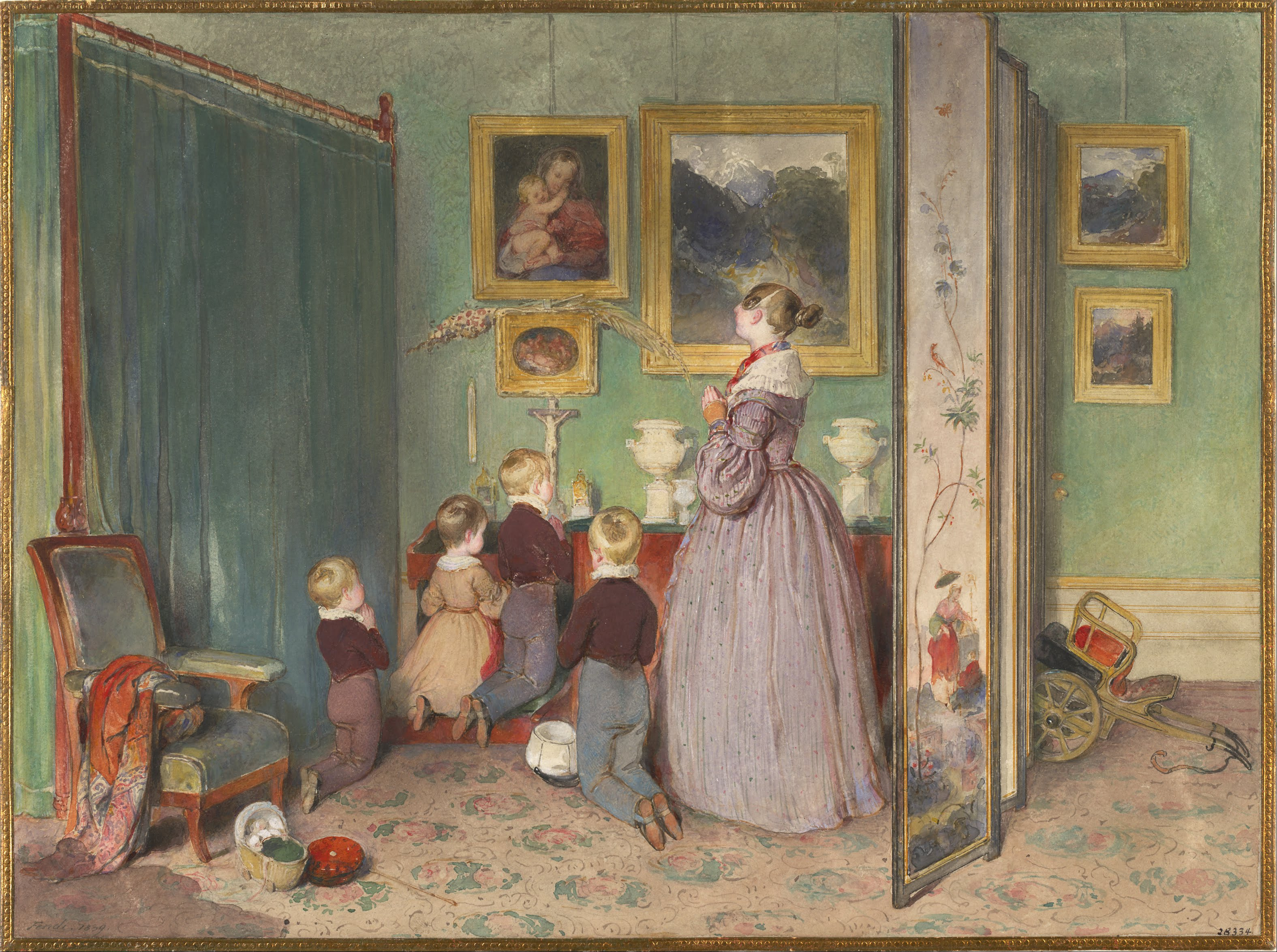
A família de Francisco José reunida em oração, 1839

Em seu 13º aniversário, Francisco José foi nomeado Coronel-Inhaber do Regimento de Dragões Nº 3 e o foco de seu treinamento mudou para transmitir conhecimentos estratégicos e táticos básicos. A partir desse ponto, o estilo militar ditou sua moda pessoal — pelo resto de sua vida, ele normalmente usou o uniforme de um oficial militar.  Francisco José foi logo acompanhado por três irmãos mais novos: o arquiduque Fernando Maximiliano (nascido em 1832, o futuro imperador Maximiliano do México); o arquiduque Carlos Luís (nascido em 1833, pai do arquiduque Francisco Ferdinando da Áustria ) e o arquiduque Luís Vítor (nascido em 1842), e uma irmã, a arquiduquesa Maria Ana (nascida em 1835), que morreu aos quatro anos de idade. 

## Revoluções de 1848
Durante as Revoluções de 1848, o chanceler austríaco, príncipe Klemens von Metternich, renunciou (março-abril de 1848). O jovem arquiduque, que (como era amplamente esperado) logo sucederia seu tio no trono, foi nomeado governador da Boêmia em 6 de abril de 1848, mas nunca assumiu o cargo. Enviado para a frente de batalha na Itália, ele se juntou ao marechal de campo Radetzky na campanha em 29 de abril, recebendo seu batismo de fogo em 5 de maio em Santa Lucia.
Ao que tudo indica, ele lidou com sua primeira experiência militar com calma e dignidade. Na mesma época, a família imperial estava fugindo da Viena revolucionária para o ambiente mais tranquilo de Innsbruck, no Tirol. Chamado de volta da Itália, o arquiduque se juntou ao resto da família em Innsbruck em meados de junho. Foi aqui que Franz Joseph conheceu sua prima e futura noiva, Elisabeth, então uma menina de dez anos, mas aparentemente o encontro causou pouca impressão. 

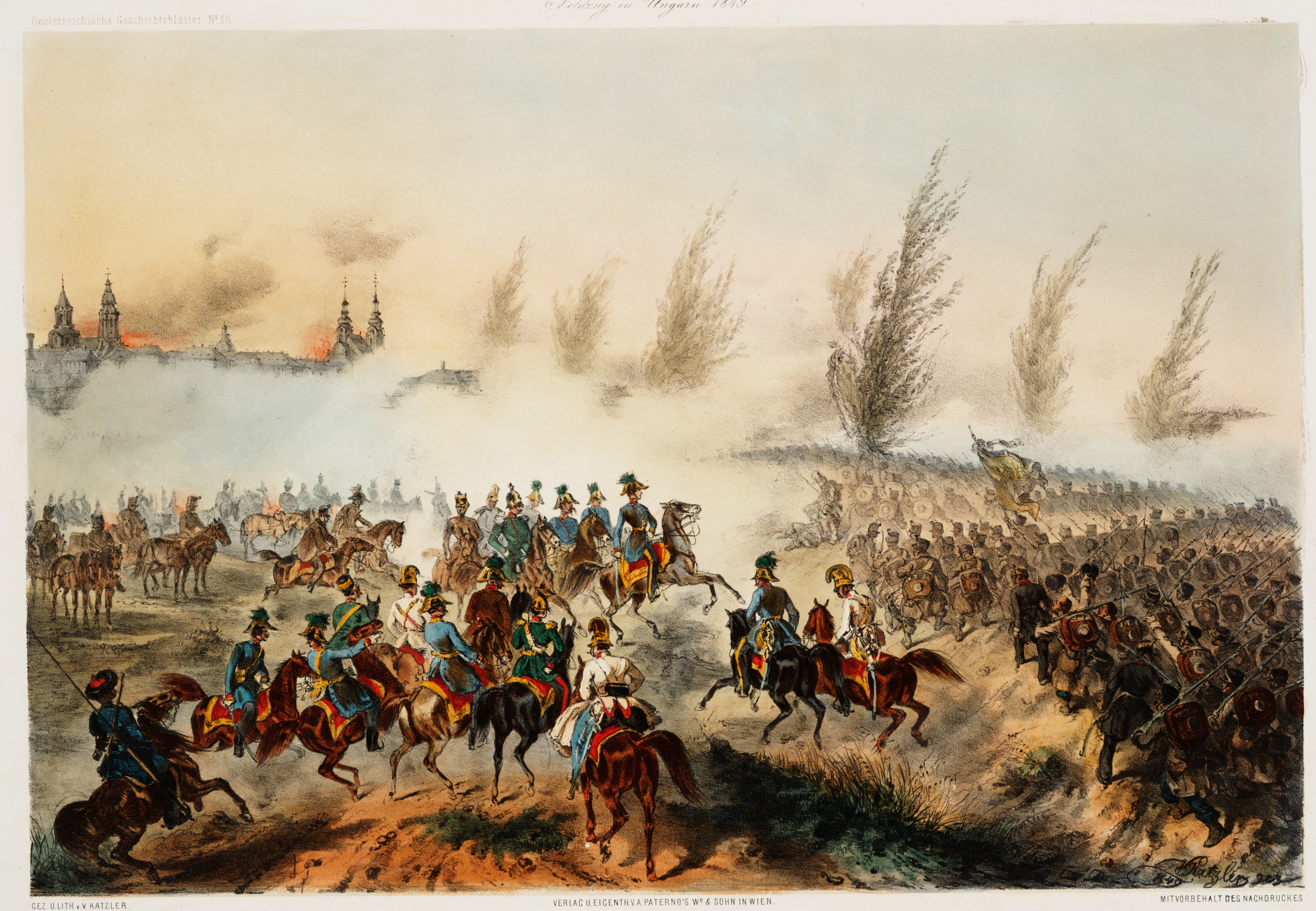
Batalha de Győr em 28 de junho de 1849. Francisco José entra em Győr liderando as tropas austríacas.

Após a vitória da Áustria sobre os italianos em Custoza, no final de julho de 1848, a corte sentiu-se segura para retornar a Viena, e Franz Joseph viajou com eles. Mas, em poucas semanas, Viena voltou a parecer insegura e, em setembro, a corte partiu mais uma vez, desta vez para Olmütz, na Morávia. Naquela época, Alfredo I, Príncipe de Windisch-Grätz, um influente comandante militar na Boêmia, estava determinado a ver o jovem arquiduque logo colocado no trono. Pensava-se que um novo governante não estaria vinculado aos juramentos de respeitar o governo constitucional com o qual Fernando fora forçado a concordar, e que era necessário encontrar um imperador jovem e enérgico para substituir o gentil, mas mentalmente incapaz Fernando. 
Com a abdicação de seu tio Ferdinando e a renúncia de seu pai (o gentil Francisco Carlos), Francisco José sucedeu como Imperador da Áustria em Olmütz em 2 de dezembro de 1848. Nessa época, ele passou a ser conhecido pelo seu segundo nome e também pelo seu primeiro nome cristão. O nome "Francisco José" foi escolhido para trazer de volta as memórias do tio-avô do novo imperador, o imperador José II (Sacro Imperador Romano de 1765 a 1790), lembrado como um reformador modernizador. 
Sob a orientação do novo primeiro-ministro, o príncipe Felix Schwarzenberg, o novo imperador inicialmente seguiu um curso cauteloso, concedendo uma constituição em março de 1849. Ao mesmo tempo, uma campanha militar era necessária contra os húngaros, que se rebelaram contra a autoridade central dos Habsburgos em nome de sua antiga constituição. Francisco José também se deparou quase imediatamente com uma retomada dos combates na Itália, com o rei Carlos Alberto da Sardenha aproveitando os reveses na Hungria para retomar a guerra em março de 1849.
No entanto, a maré militar começou a mudar rapidamente em favor de Franz Joseph e dos soldados austríacos. Quase imediatamente, Carlos Alberto foi derrotado decisivamente por Radetzky em Novara e forçado a pedir a paz, bem como a renunciar ao seu trono.

### Revolução na Hungria
Ao contrário de outras áreas governadas pelos Habsburgos, o Reino da Hungria tinha uma antiga constituição histórica, que limitava o poder da coroa e tinha aumentado significativamente a autoridade do parlamento desde o século XIII. As leis de reforma húngaras (leis de abril) foram baseadas nos 12 pontos que estabeleceram os fundamentos dos direitos civis e políticos modernos, das reformas económicas e sociais no Reino da Hungria. O ponto de virada crucial dos eventos húngaros foram as leis de abril, que foram ratificadas por seu tio, o rei Fernando. No entanto, o novo e jovem monarca austríaco, Francisco José, "revogou" arbitrariamente as leis, sem qualquer competência legal. Os monarcas não tinham o direito de revogar leis parlamentares húngaras que já haviam sido assinadas. Este ato inconstitucional agravou irreversivelmente o conflito entre o parlamento húngaro e Francisco José. A Constituição foi aceita pela Dieta Imperial da Áustria, onde a Hungria não tinha representação e que tradicionalmente não tinha poder legislativo no território do Reino da Hungria; apesar disso, também tentou abolir a Dieta da Hungria (que existia como o poder legislativo supremo na Hungria desde o final do século XII).
A nova constituição austríaca também foi contra a constituição histórica da Hungria, e até tentou anulá-la. Até a integridade territorial do país estava em perigo: em 7 de março de 1849, uma proclamação imperial foi emitida em nome do Imperador Francisco José, de acordo com a nova proclamação, o território do Reino da Hungria seria dividido e administrado por cinco distritos militares, enquanto o Principado da Transilvânia seria restabelecido. Esses eventos representaram uma ameaça existencial clara e óbvia para o estado húngaro. A nova Constituição restritiva da Áustria, a revogação das Leis de Abril e a campanha militar austríaca contra o Reino da Hungria resultaram na queda do governo pacifista de Batthyány (que buscava um acordo com a corte) e levaram ao surgimento repentino dos seguidores de Lajos Kossuth no parlamento húngaro, que exigiam a independência total da Hungria. A intervenção militar austríaca no Reino da Hungria resultou em um forte sentimento antiHabsburgo entre os húngaros, de modo que os eventos na Hungria se transformaram em uma guerra pela independência total da dinastia dos Habsburgos.

#### Problemas constitucionais e de legitimidade na Hungria
Em 7 de dezembro de 1848, a Dieta da Hungria recusou-se formalmente a reconhecer o título do novo rei, "pois sem o conhecimento e consentimento da dieta ninguém poderia sentar-se no trono húngaro", e convocou a nação às armas. Enquanto na maioria dos países da Europa Ocidental (como França e Reino Unido) o reinado do monarca começava imediatamente após a morte de seu antecessor, na Hungria a coroação era indispensável; se não fosse executada corretamente, o reino permanecia "órfão".
Mesmo durante a longa união pessoal entre o Reino da Hungria e outras áreas governadas pelos Habsburgos, os monarcas dos Habsburgos tiveram que ser coroados como Rei da Hungria para promulgar leis ou exercer prerrogativas reais no território do Reino da Hungria.  Do ponto de vista legal, de acordo com o juramento de coroação, um rei húngaro coroado não poderia renunciar ao trono húngaro durante sua vida; se o rei estivesse vivo e incapaz de cumprir seu dever como governante, um governador (ou regente, como seriam chamados em inglês) teria que assumir os deveres reais. Constitucionalmente, o tio de Francisco José, Fernando, ainda era o rei legal da Hungria. Se não houvesse possibilidade de herdar o trono automaticamente devido à morte do rei predecessor (já que o rei Fernando ainda estava vivo), mas o monarca quisesse renunciar ao trono e nomear outro rei antes de sua morte, tecnicamente restava apenas uma solução legal: o parlamento tinha o poder de destronar o rei e eleger um novo rei. Devido às tensões legais e militares, o parlamento húngaro não concedeu esse favor a Franz Joseph. Este evento deu à revolta uma desculpa de legalidade. Na verdade, desde essa época até o colapso da revolução, Lajos Kossuth (como regente-presidente eleito) tornou-se o governante de facto e de jure da Hungria.

#### Dificuldades militares na Hungria

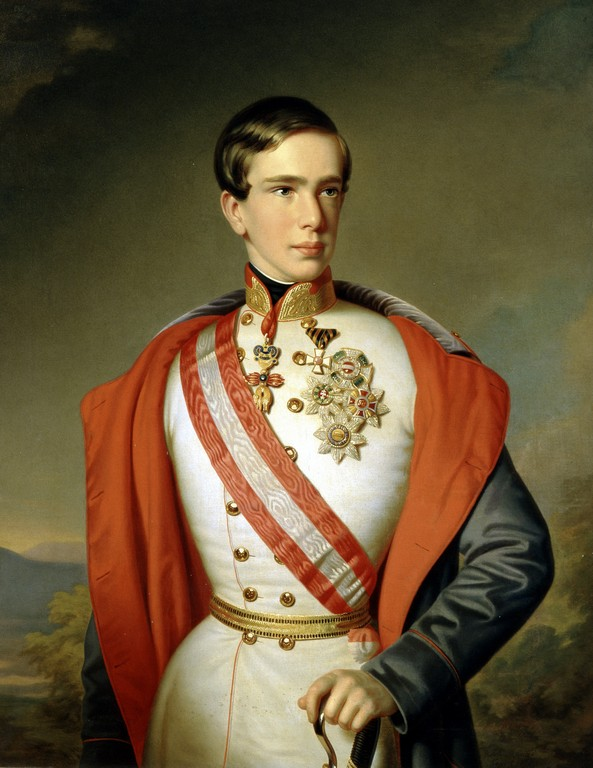
Francisco José em 1851.

Enquanto as revoluções nos territórios austríacos foram reprimidas em 1849, na Hungria a situação era mais grave e a derrota austríaca parecia iminente. Sentindo a necessidade de garantir seu direito de governar, Francisco José procurou ajuda da Rússia, solicitando a intervenção do czar Nicolau I, a fim de "evitar que a insurreição húngara se transformasse em uma calamidade europeia". Em troca do apoio militar russo, Francisco José beijou a mão do czar em Varsóvia, em 21 de maio de 1849. O czar Nicolau apoiou Francisco José em nome da Santa Aliança, e enviou um exército de 200.000 homens com 80.000 forças auxiliares. Finalmente, o exército conjunto de forças russas e austríacas derrotou as forças húngaras. Após a restauração do poder dos Habsburgos, a Hungria foi colocada sob lei marcial brutal.
Com a ordem restaurada em todo o seu império, Francisco José sentiu-se livre para renegar as concessões constitucionais que havia feito, especialmente porque o parlamento austríaco reunido em Kremsier havia se comportado — aos olhos do jovem imperador — de forma abominável. A constituição de 1849 foi suspensa e foi estabelecida uma política de centralismo absolutista, orientada pelo Ministro do Interior, Alexander Bach. 

#### Tentativa de assassinato em 1853

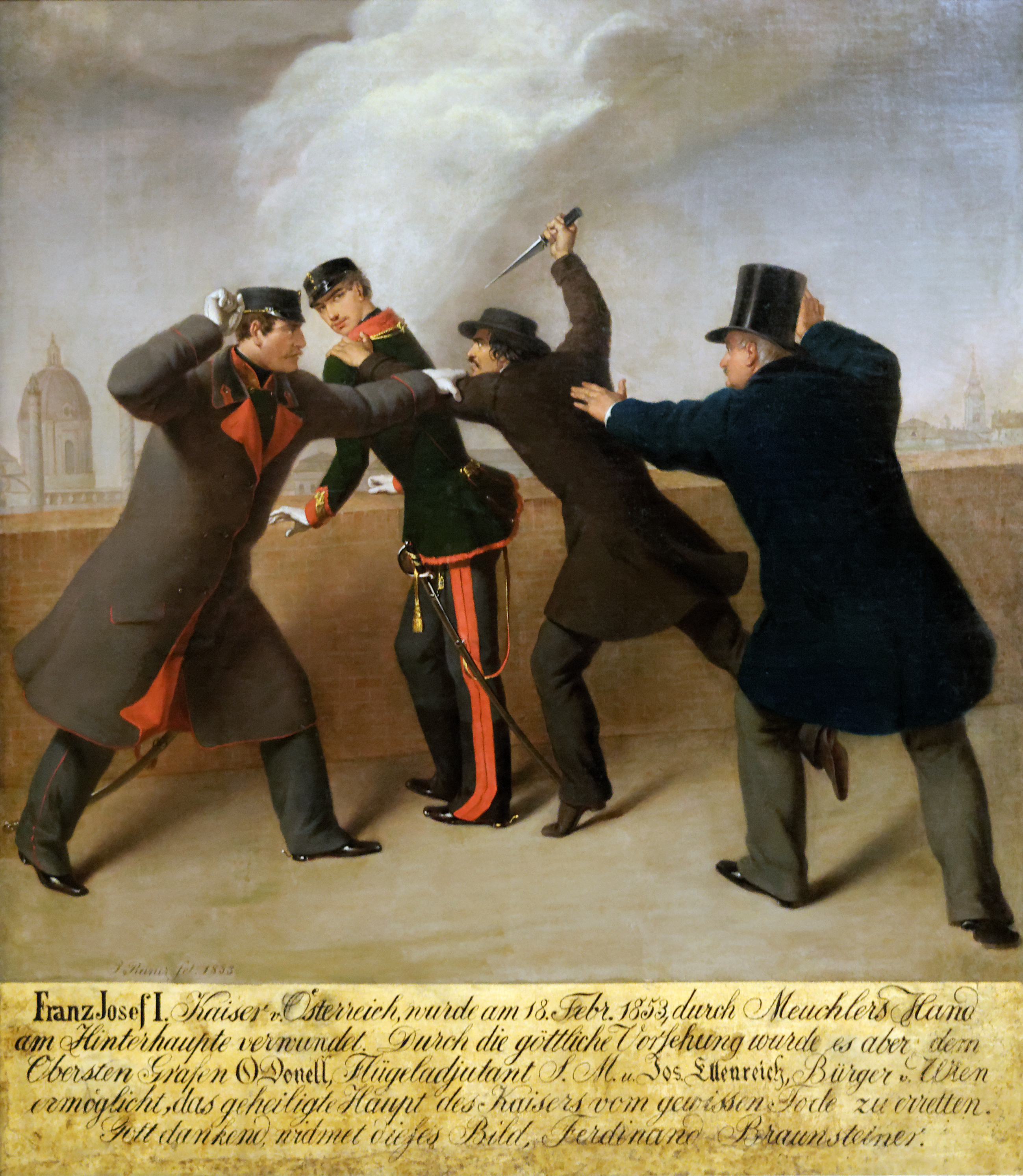
Tentativa de assassinato do imperador em 1853.

Em 18 de fevereiro de 1853, Francisco José sobreviveu a uma tentativa de assassinato pelo nacionalista húngaro János Libényi.  O imperador estava passeando com um de seus oficiais, o conde Maximilian Karl Lamoral O'Donnell, em um bastião da cidade, quando Libényi se aproximou dele. Ele imediatamente golpeou o imperador por trás com uma faca bem no pescoço. Franz Joseph quase sempre usava um uniforme com gola alta que cobria quase completamente o pescoço. As golas dos uniformes daquela época eram feitas de um material muito resistente, justamente para fazer frente a esse tipo de ataque. Embora o Imperador estivesse ferido e sangrando, a coleira salvou sua vida. O conde O'Donnell derrubou Libényi com seu sabre. 
O'Donnell, até então conde apenas em virtude de sua nobreza irlandesa, foi feito conde da monarquia dos Habsburgos (Reichsgraf). Outra testemunha que estava por perto, o açougueiro Joseph Ettenreich, rapidamente dominou Libényi. Por seu feito, ele foi posteriormente elevado à nobreza pelo imperador e se tornou Joseph von Ettenreich. Libényi foi posteriormente levado a julgamento e condenado à morte por tentativa de regicídio. Ele foi executado em Simmeringer Heide.
Após esse ataque malsucedido, o irmão do imperador, o arquiduque Ferdinando Maximiliano, pediu doações às famílias reais da Europa para construir uma nova igreja no local do ataque. A igreja deveria ser uma oferenda votiva pela sobrevivência do imperador. Está localizado na Ringstraße, no distrito de Alsergrund, perto da Universidade de Viena, e é conhecido como Votivkirche.  A sobrevivência de Francisco José também foi comemorada em Praga com a construção de uma nova estátua de São Francisco de Assis, o santo padroeiro do imperador, na Ponte Carlos. Foi doado pelo Conde Franz Anton von Kolowrat-Liebsteinsky, o primeiro ministro-presidente do Império Austríaco.

## Consolidação da política interna

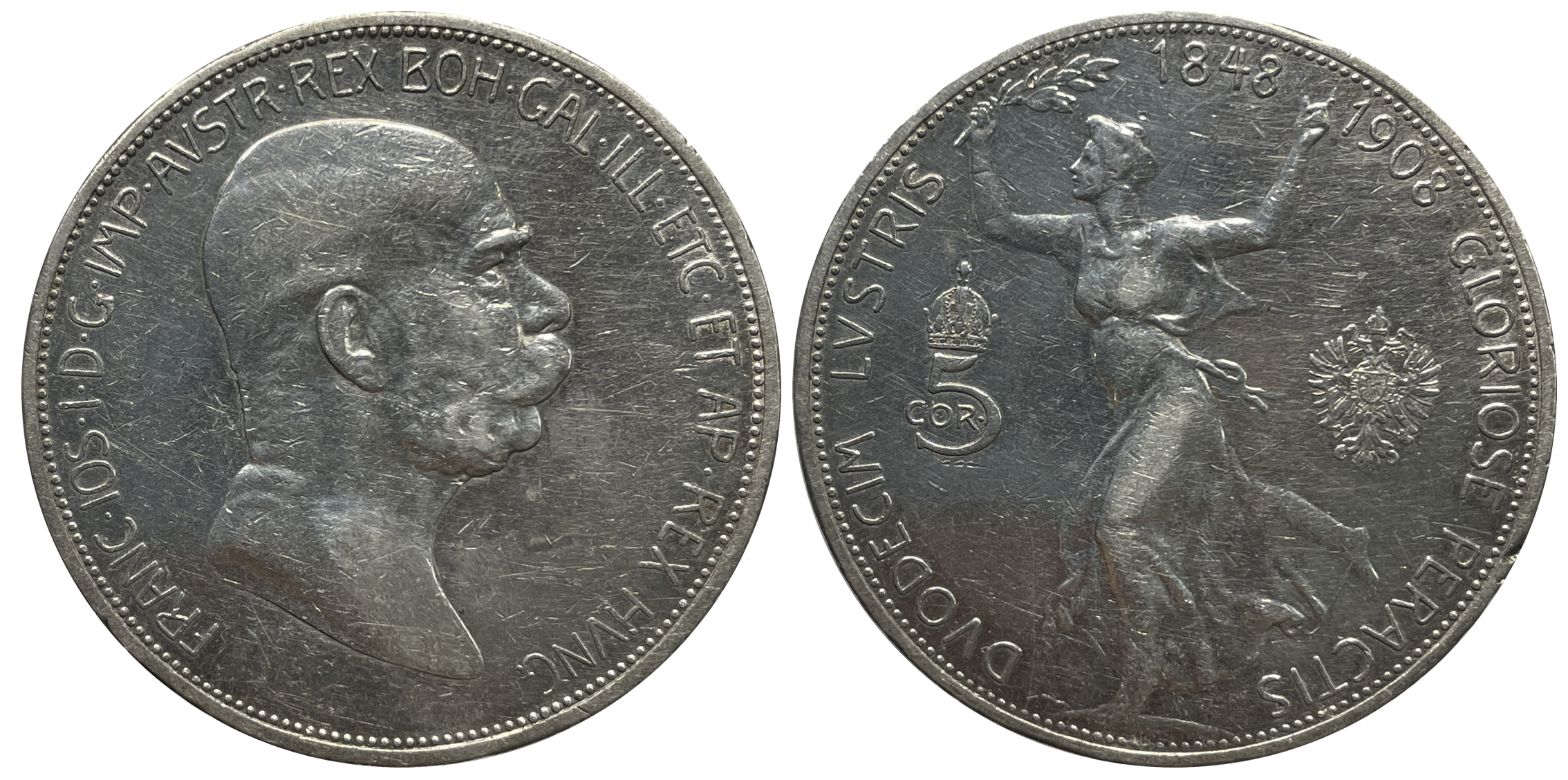
Moeda de prata: 5 coronas, 1908 – O busto de Francisco José I virado para a direita rodeado pela legenda "Francisco Iosephus I, Dei gratia, imperator Austriae, rex Bohemiae, Galiciae, Illyriae et cetera et apostolicus rex Hungariae"

Os anos seguintes testemunharam a aparente recuperação da posição da Áustria no cenário internacional após os quase desastres de 1848-1849. Sob a orientação de Schwarzenberg, a Áustria conseguiu frustrar as conspirações prussianas de criar uma nova Federação Alemã sob liderança prussiana, excluindo a Áustria. Após a morte prematura de Schwarzenberg em 1852, ele não pôde ser substituído por estadistas de igual estatura, e o próprio imperador assumiu efetivamente o cargo de primeiro-ministro.  Ele foi um dos mais proeminentes governantes católicos romanos da Europa e um feroz inimigo da Maçonaria.

### Compromisso Austro-Húngaro de 1867
A década de 1850 testemunhou vários fracassos da política externa austríaca: a Guerra da Crimeia, a dissolução de sua aliança com a Rússia e a derrota na Segunda Guerra de Independência Italiana. Os reveses continuaram na década de 1860 com a derrota na Guerra Austro-Prussiana de 1866, que resultou no Compromisso Austro-Húngaro de 1867. 

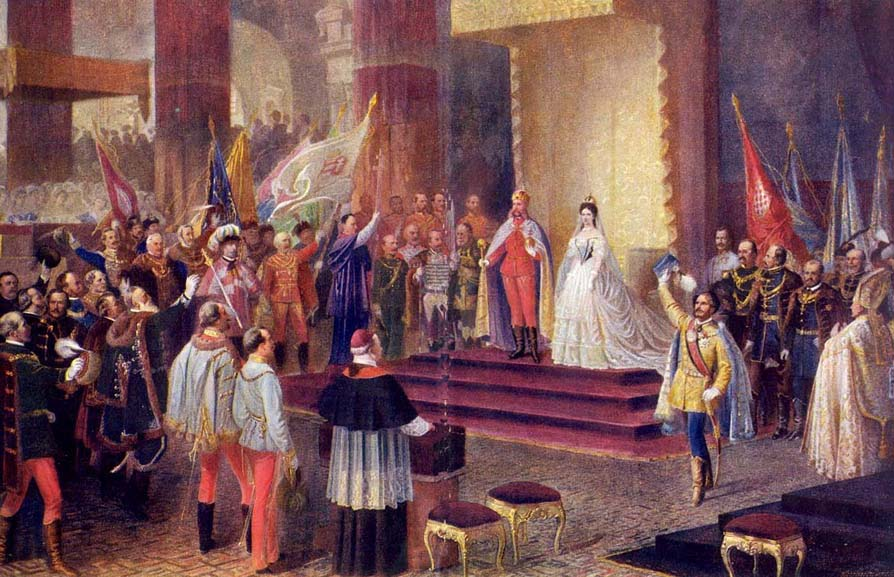
Coroação de Francisco José como Rei Apostólico da Hungria. Pintura de Edmund Tull.

Os líderes políticos húngaros tinham dois objetivos principais durante as negociações. Uma delas era recuperar o status tradicional (tanto legal quanto político) do estado húngaro, que foi perdido após a Revolução Húngara de 1848 . A outra era restaurar a série de leis de reforma do parlamento revolucionário de 1848, que se baseavam nos 12 pontos que estabeleceram direitos civis e políticos modernos, reformas económicas e sociais na Hungria.
O Compromisso restabeleceu parcialmente  a soberania do Reino da Hungria, separado e não mais sujeito ao Império Austríaco. Em vez disso, foi considerado um parceiro igualitário da Áustria. O compromisso pôs fim a 18 anos de governo absolutista e ditadura militar que haviam sido introduzidos por Francisco José após a Revolução Húngara de 1848. Francisco José foi coroado Rei da Hungria em 8 de junho e, em 28 de julho, promulgou as leis que transformaram oficialmente os domínios dos Habsburgos na Monarquia Dual da Áustria-Hungria.
Segundo o Imperador Francisco José, “Fomos três que fizemos o acordo: Deák, Andrássy e eu”.
As dificuldades políticas na Áustria aumentaram continuamente no final do século XIX e no século XX. No entanto, Francisco José continuou imensamente respeitado; a autoridade patriarcal do imperador manteve o Império unido enquanto os políticos discutiam entre si.

### Questão boêmia

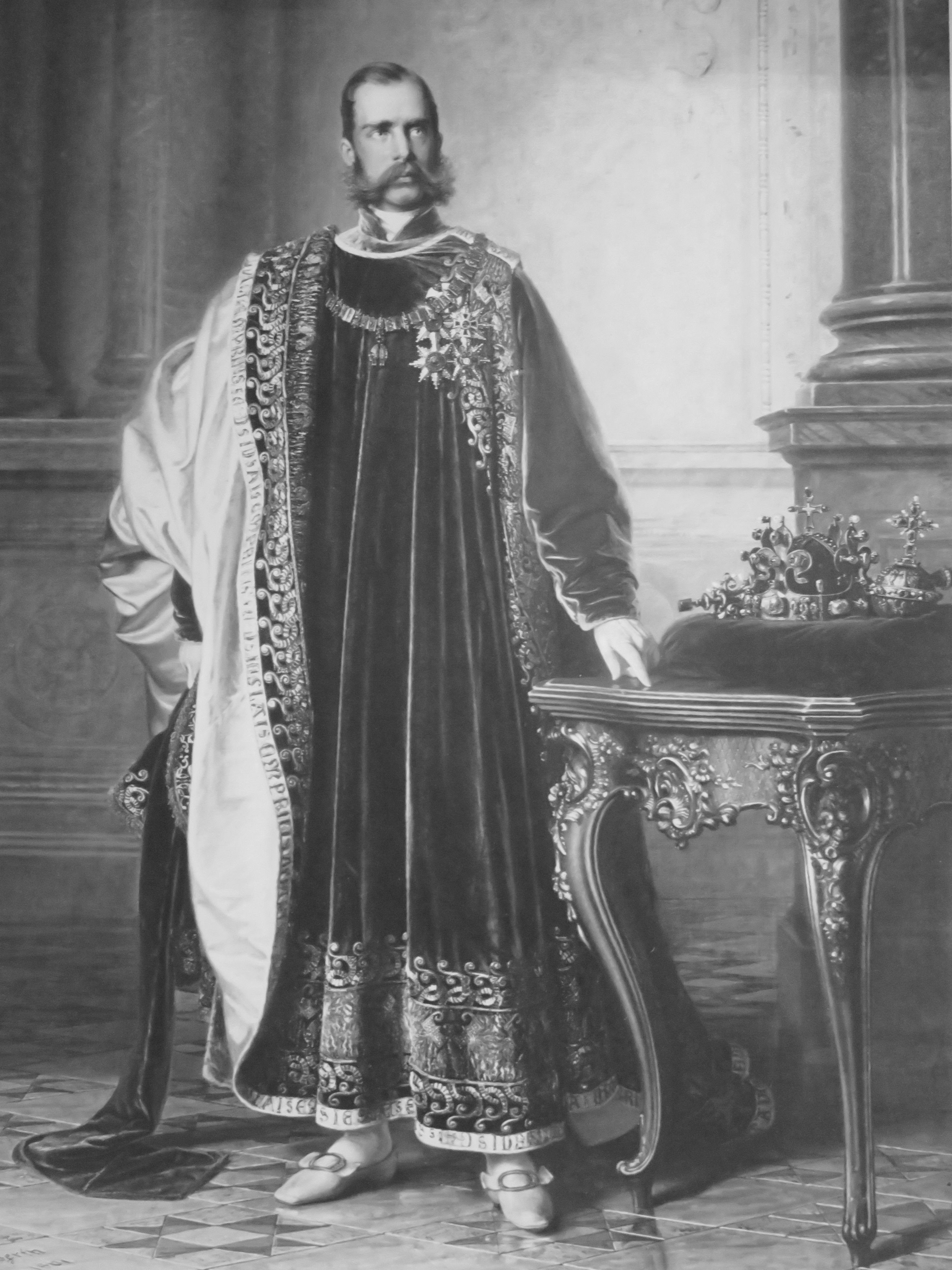
Francisco José com as insígnias da Ordem do Tosão de Ouro, com as Joias da Coroa da Boêmia ao lado. Pintura de Eduard von Engerth para a Dieta Boêmia, 1861.

Após a ascensão de Francisco José ao trono em 1848, os representantes políticos do Reino da Boêmia esperavam e insistiam que seus direitos históricos de estado fossem levados em consideração na futura constituição. Eles achavam que a posição da Boêmia dentro da monarquia dos Habsburgos deveria ter sido destacada pela coroação do novo governante como rei da Boêmia em Praga (a última coroação ocorreu em 1836). Entretanto, antes do século XIX, os Habsburgos governavam a Boêmia por direito hereditário e uma coroação separada não era considerada necessária.

Seu novo governo instalou o sistema de neoabsolutismo nos assuntos internos austríacos para tornar o Império Austríaco um estado unitário, centralizado e administrado burocraticamente. Quando Francisco José retornou ao governo constitucional após os desastres na Itália em Magenta e Solferino e convocou as dietas de suas terras, a questão de sua coroação como rei da Boêmia voltou à pauta, como não acontecia desde 1848. Em 14 de abril de 1861, o Imperador Francisco José recebeu uma delegação da Dieta Boêmia com suas palavras (em tcheco):
Farei com que seja coroado Rei da Boémia em Praga e estou convencido de que um novo e indissolúvel vínculo de confiança e lealdade entre o Meu trono e o Meu Reino da Boémia será fortalecido por este rito sagrado.
Ao contrário de seu antecessor, o Imperador Fernando (que passou o resto de sua vida após sua abdicação em 1848 na Boêmia e especialmente em Praga), Francisco José nunca foi coroado separadamente como rei da Boêmia. Em 1861, as negociações fracassaram devido a problemas constitucionais não resolvidos. Entretanto, em 1866, uma visita do monarca a Praga após a derrota na Batalha de Königgrätz foi um enorme sucesso, testemunhado pelo número considerável de novas fotografias tiradas.

Retrato de Philip de László, 1899

Em 1867, o compromisso austro-húngaro e a introdução da monarquia dual deixaram os tchecos e sua aristocracia sem o reconhecimento dos direitos de estado boêmio separados que eles esperavam. A Boêmia continuou sendo parte das Terras da Coroa Austríaca . Na Boêmia, a oposição ao dualismo assumiu a forma de manifestações de rua isoladas, resoluções de representações distritais e até mesmo reuniões de protesto em massa ao ar livre, confinadas às maiores cidades, como Praga. O jornal checo Národní listy queixou-se de que os checos ainda não tinham sido compensados pelas suas perdas e sofrimentos durante a Guerra Austro-Prussiana, e tinham acabado de ver os seus direitos históricos de estado postos de lado e as suas terras subsumidas na "outra" metade da Monarquia Austro-Húngara, vulgarmente chamada "Cisleitânia".

As esperanças checas foram revividas novamente em 1870-1871. Em um Rescrito Imperial de 26 de setembro de 1870, Franz Joseph referiu-se novamente ao prestígio e à glória da Coroa da Boêmia e à sua intenção de realizar uma coroação. Sob o comando do Ministro-Presidente Karl Hohenwart, em 1871, o governo da Cisleitânia negociou uma série de artigos fundamentais que definiam a relação da Coroa Boêmia com o restante da Monarquia dos Habsburgos. Em 12 de setembro de 1871, Francisco José anunciou:
Tendo em mente a posição constitucional da Coroa da Boémia e estando conscientes da glória e do poder que essa Coroa nos deu a nós e aos nossos antecessores… reconhecemos de bom grado os direitos do reino e estamos preparados para renovar esse reconhecimento através do nosso juramento de coroação.
Para a coroação planejada, o compositor Bedřich Smetana escreveu a ópera Libuše, mas a cerimônia não ocorreu. A criação do Império Alemão, a oposição interna dos liberais de língua alemã (especialmente os germano-boêmios) e dos húngaros condenaram os Artigos Fundamentais. Hohenwart renunciou e nada mudou.
Muitos tchecos esperavam por mudanças políticas na monarquia, incluindo Tomáš Garrigue Masaryk e outros. Masaryk serviu no Reichsrat (Câmara Alta) de 1891 a 1893 no Partido Jovem Tcheco e novamente de 1907 a 1914 no Partido Realista (que ele fundou em 1900), mas não fez campanha pela independência dos tchecos e eslovacos da Áustria-Hungria. Em Viena, em 1909, ele ajudou na defesa de Hinko Hinković no julgamento forjado contra membros proeminentes croatas e sérvios da Coalizão Servo-Croata (como Frano Supilo e Svetozar Pribićević), e outros, que foram condenados a mais de 150 anos e várias penas de morte. A questão boêmia permaneceria sem solução durante todo o reinado de Francisco José.

## Política externa

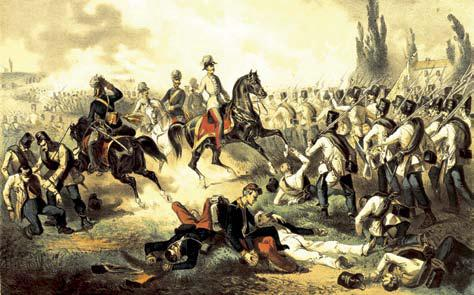
Francisco José entre suas tropas em Solferino, lutou durante a Guerra Franco-Austríaca de 1859

### Questão alemã

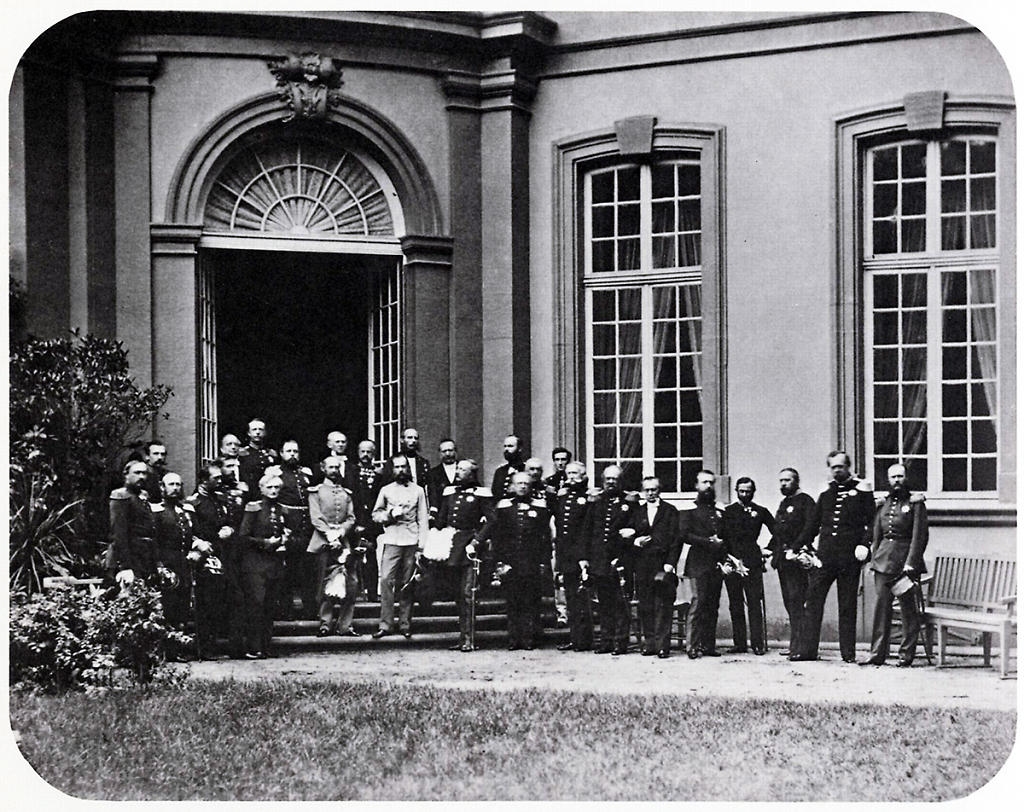
Imperador Francisco José (centro em uniforme branco) no Congresso dos príncipes alemães em Frankfurt am Main, 1863

O principal objetivo da política externa de Francisco José era a unificação da Alemanha sob a Casa de Habsburgo.  Isto foi justificado por razões de precedência; de 1452 até ao fim do Sacro Império Romano-Germânico em 1806, com apenas um breve período de interrupção sob os Wittelsbachs, os Habsburgos tinham geralmente detido a coroa alemã.  Entretanto, o desejo de Francisco José de manter os territórios não alemães do Império Austríaco dos Habsburgos no caso de unificação alemã mostrou-se problemático.
Duas facções se desenvolveram rapidamente: um partido de intelectuais alemães a favor de uma Grande Alemanha (Großdeutschland) sob a Casa de Habsburgo; o outro a favor de uma Pequena Alemanha (Kleindeutschland). Os Grandes Alemães eram a favor da inclusão da Áustria em um novo estado totalmente alemão, alegando que a Áustria sempre fez parte de impérios germânicos, que era a principal potência da Confederação Germânica e que seria absurdo excluir oito milhões de alemães austríacos de um estado-nação totalmente alemão. Os defensores de uma Alemanha menor argumentaram contra a inclusão da Áustria com base no facto de se tratar de um estado multinacional, e não alemão, e de a sua inclusão trazer milhões de não alemães para o estado-nação alemão. 
Se a Grande Alemanha prevalecesse, a coroa teria necessariamente de ir para Francisco José, que não tinha qualquer desejo de a ceder a mais ninguém.  Por outro lado, se a ideia de uma Alemanha menor vencesse, a coroa alemã não poderia, é claro, ir para o Imperador da Áustria, mas seria naturalmente oferecida ao chefe do maior e mais poderoso estado alemão fora da Áustria — o Rei da Prússia. A disputa entre as duas ideias rapidamente se transformou em uma disputa entre a Áustria e a Prússia. Depois que a Prússia venceu decisivamente a Guerra das Sete Semanas, esta questão foi resolvida; a Áustria não perdeu nenhum território para a Prússia enquanto permaneceu fora dos assuntos alemães. 

### Liga dos Três Imperadores

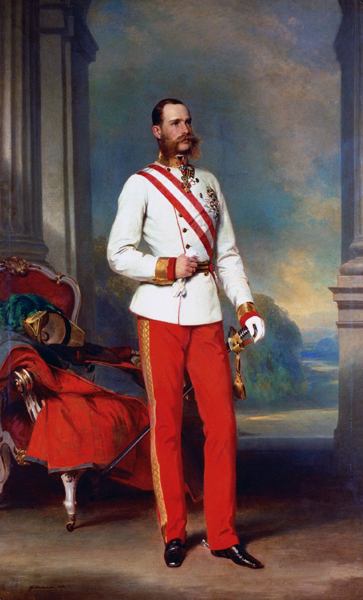
Retrato de Francisco José I por Franz Xaver Winterhalter, 1865

Em 1873, dois anos após a unificação da Alemanha, Francisco José entrou na Liga dos Três Imperadores (Dreikaiserbund) com o Imperador Guilherme I da Alemanha e o Imperador Alexandre II da Rússia, que foi sucedido pelo Czar Alexandre III em 1881. A liga foi criada pelo chanceler alemão Otto von Bismarck, como uma tentativa de manter a paz na Europa. Duraria intermitentemente até 1887.

### Vaticano
Em 1903, o veto de Francisco José ao Jus exclusivae da eleição do Cardeal Mariano Rampolla ao papado foi transmitido ao conclave papal pelo Cardeal Jan Puzyna de Kosielsko. Foi o último uso de tal veto, já que o novo Papa Pio X proibiu usos futuros e previu a excomunhão para qualquer tentativa.  

### Bósnia e Herzegovina
Em meados da década de 1870, uma série de rebeliões violentas contra o domínio otomano eclodiram nos Bálcãs, e os turcos responderam com represálias igualmente violentas e opressivas. O czar Alexandre II da Rússia, querendo intervir contra os otomanos, buscou e obteve um acordo com a Áustria-Hungria.
Na Convenção de Budapeste de 1877, as duas potências concordaram que a Rússia anexaria o sul da Bessarábia, e a Áustria-Hungria observaria uma neutralidade benevolente em relação à Rússia na guerra pendente com os turcos. Como compensação por este apoio, a Rússia concordou com a anexação da Bósnia-Herzegovina pela Áustria-Hungria.  Apenas 15 meses depois, os russos impuseram aos otomanos o Tratado de Santo Estêvão, que renegou o acordo de Budapeste e declarou que a Bósnia-Herzegovina seria ocupada conjuntamente por tropas russas e austríacas. 
O tratado foi anulado pelo Tratado de Berlim de 1878, que permitiu a ocupação exclusiva da Bósnia-Herzegovina pela Áustria, mas não especificou uma disposição final das províncias. Essa omissão foi abordada no acordo da Liga dos Três Imperadores de 1881, quando tanto a Alemanha como a Rússia endossaram o direito da Áustria-Hungria de anexar a Bósnia e Herzegovina.  Entretanto, em 1897, sob o comando de um novo czar, o governo imperial russo retirou novamente seu apoio à anexação austríaca da Bósnia e Herzegovina. O ministro dos Negócios Estrangeiros russo, Conde Mikhail Muravyov, declarou que uma anexação austríaca da Bósnia-Herzegovina levantaria "uma questão extensa que exigiria um exame especial". 
Em 1908, o ministro das Relações Exteriores russo, Alexander Izvolsky, ofereceu apoio russo, pela terceira vez, para a anexação da Bósnia e Herzegovina pela Áustria-Hungria, em troca do apoio austríaco para a abertura do Estreito de Bósforo e dos Dardanelos aos navios de guerra russos. O ministro das Relações Exteriores da Áustria, Alois von Aehrenthal, levou essa oferta adiante vigorosamente, resultando no acordo quid pro quo com Izvolsky, alcançado em 16 de setembro de 1908 na Conferência de Buchlau. Entretanto, Izvolsky fez esse acordo com Aehrenthal sem o conhecimento do czar Nicolau II ou de seu governo em São Petersburgo, ou de qualquer outra potência estrangeira, incluindo Grã-Bretanha, França e Sérvia.
Com base nas garantias da Conferência de Buchlau e dos tratados que a precederam, Franz Joseph assinou a proclamação anunciando a anexação da Bósnia-Herzegovina ao Império em 6 de outubro de 1908. Entretanto, uma crise diplomática eclodiu, pois tanto os sérvios quanto os italianos exigiram compensação pela anexação, o que o governo austro-húngaro se recusou a aceitar. O incidente não foi resolvido até a revisão do Tratado de Berlim em abril de 1909, exacerbando as tensões entre a Áustria-Hungria e os sérvios.

## Eclosão da Primeira Guerra Mundial

Coligações militares rivais em 1914:
Tríplice Entente
Tríplice Aliança

Em 28 de junho de 1914, o sobrinho de Francisco José e herdeiro presuntivo, o arquiduque Francisco Ferdinando, e sua esposa morganática Sofia, duquesa de Hohenberg, foram assassinados por Gavrilo Princip, um nacionalista iugoslavo de etnia sérvio-bósnio, durante uma visita a Sarajevo. Ao ouvir a notícia do assassinato, Francisco José disse que "não se deve desafiar o Todo-Poderoso. Desta forma, um poder superior restaurou a ordem que infelizmente não consegui manter".
Enquanto o imperador estava abalado e interrompeu suas férias para retornar a Viena, ele logo retomou suas férias em sua Kaiservilla em Bad Ischl. A tomada de decisões iniciais durante a "Crise de Julho" recaiu sobre o Conde Leopold Berchtold, o ministro das Relações Exteriores austríaco; o Conde Franz Conrad von Hötzendorf, o chefe do gabinete do exército austro-húngaro e os outros ministros.  A resolução final das deliberações do governo austro-húngaro durante as semanas seguintes ao assassinato do arquiduque foi dar à Sérvia um ultimato de exigências detalhadas, com as quais era praticamente certo que a Sérvia seria incapaz ou não estaria disposta a cumprir, servindo assim como uma "base legal para a guerra".
Uma semana após a entrega do ultimato austro-húngaro à Sérvia, em 28 de julho, a guerra foi declarada. Em poucas semanas, alemães, russos, franceses e britânicos entraram na briga que eventualmente ficou conhecida como Primeira Guerra Mundial. Em 6 de agosto, Francisco José assinou a declaração de guerra contra a Rússia.

## Morte
Francisco José morreu no Palácio de Schönbrunn na noite de 21 de novembro de 1916, aos 86 anos. Sua morte foi resultado do desenvolvimento de pneumonia no pulmão direito, vários dias após pegar um resfriado enquanto caminhava no Parque de Schönbrunn com o Rei Luís III da Baviera. Ele foi sucedido por seu sobrinho-neto Carlos I e IV, que reinou até o colapso do império após sua derrota no final da Primeira Guerra Mundial em 1918.
Ele está enterrado na Cripta Imperial de Viena.

## Família

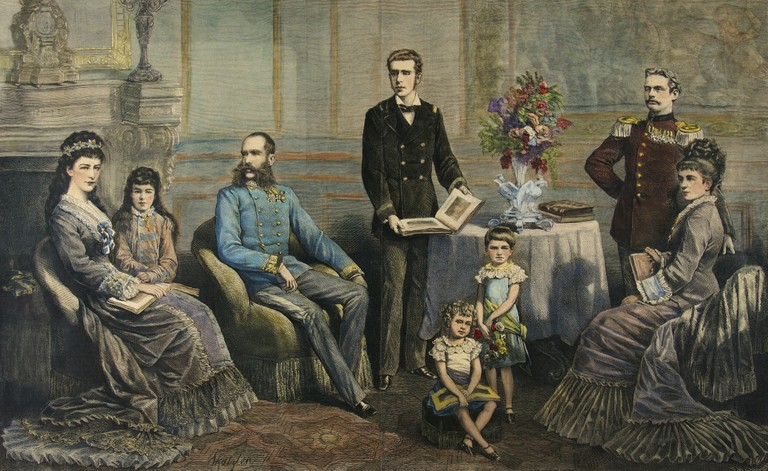
Pintura de Francisco José com sua família

A opinião geral na corte era que o imperador deveria se casar e ter herdeiros o mais rápido possível. Várias noivas potenciais foram consideradas, incluindo a princesa Isabel de Modena, a princesa Ana da Prússia e a princesa Sidônia da Saxônia. Embora na vida pública Francisco José fosse o diretor indiscutível dos negócios, em sua vida privada sua mãe ainda exercia influência crucial. Sophie queria fortalecer o relacionamento entre as Casas de Habsburgo e Wittelsbach — ela mesma descendente desta última casa — e esperava casar Francisco José com a filha mais velha de sua irmã de sua irmã Luísa Guilhermina, Helena ("Néné"), que era quatro anos mais nova que o imperador.

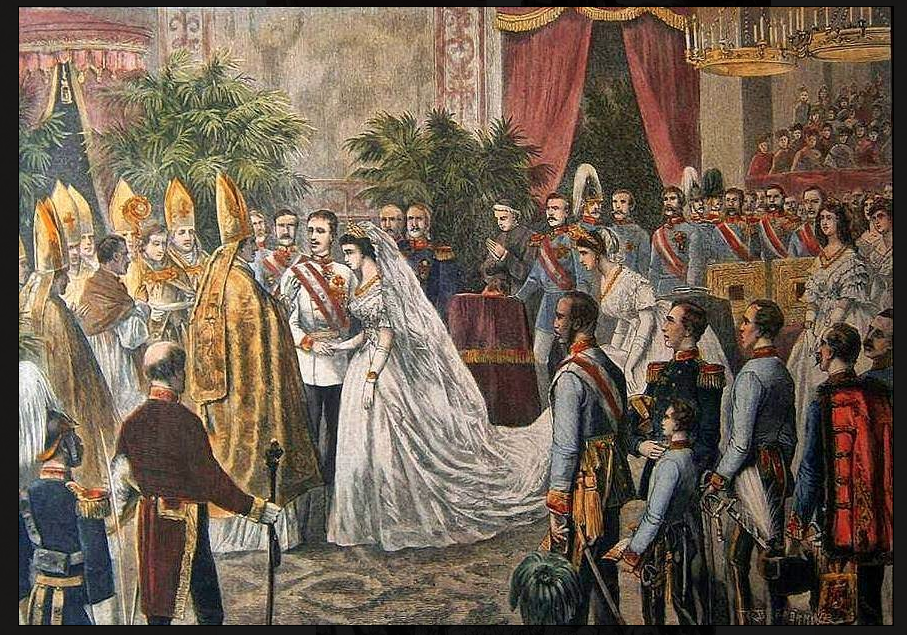
Casamento de Franz Joseph e Elisabeth

Entretanto, Francisco José se apaixonou profundamente pela irmã mais nova de Néné, Isabel ("Sisi"), uma linda garota de quinze anos, e insistiu em se casar com ela. Sofia concordou, apesar de suas dúvidas sobre a adequação de Sisi como consorte imperial, e o jovem casal se casou em 24 de abril de 1854 na Igreja de Santo Agostinho, em Viena. 
O casamento deles acabaria se mostrando infeliz; embora Francisco José estivesse apaixonadamente apaixonado por sua esposa, o sentimento não era mútuo. Isabel nunca se aclimatou verdadeiramente à vida na corte e estava frequentemente em conflito com a família imperial. Sua primeira filha, Sofia, morreu quando criança, e seu único filho, Rodolfo, cometeu suicídio em 1889 no infame Incidente de Mayerling. 

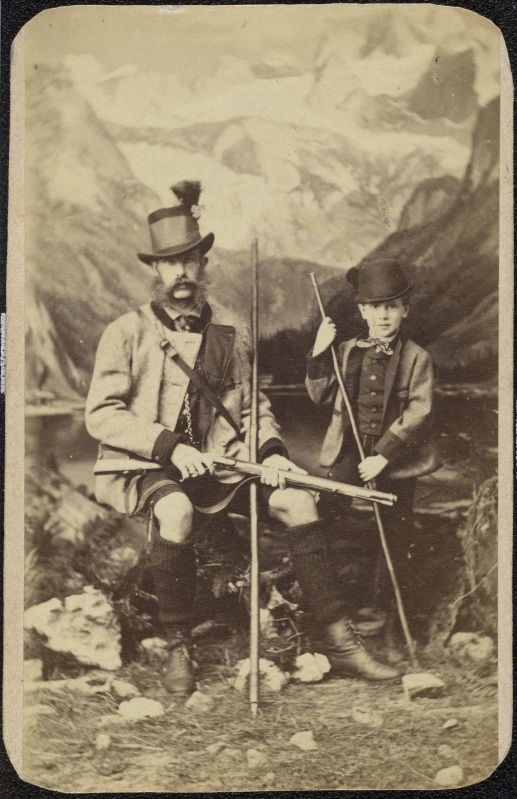
Imperador Francisco José caçando com seu único filho Rodolfo, Príncipe Herdeiro da Áustria.

Em 1885, Francisco José conheceu Katharina Schratt, uma das principais atriz dos palcos de Viena, e ela se tornou sua amiga e confidente. Esse relacionamento durou o resto de sua vida e foi — até certo ponto — tolerado por Isabel. Francisco José construiu para ela a Villa Schratt em Bad Ischl e também lhe forneceu um pequeno palácio em Viena.  Embora o relacionamento deles tenha durado trinta e quatro anos, ele permaneceu platônico.
A imperatriz era uma viajante inveterada, amazona e especialista em moda que raramente era vista em Viena. Sisi era obcecada em preservar sua beleza, realizando muitas rotinas bizarras e exercícios extenuantes e, como resultado, sofria de problemas de saúde. Ela foi esfaqueada até a morte por um anarquista italiano em 1898 durante uma visita a Genebra. Poucos dias após o funeral, Roberto de Parma escreveu em uma carta ao seu amigo Tirso de Olazábal que "era lamentável olhar para o Imperador, ele mostrava muita energia em sua imensa dor, mas às vezes era possível ver toda a imensidão de sua dor". Francisco José nunca se recuperou totalmente da perda. Segundo a futura imperatriz Zita de Bourbon-Parma, ele disse aos seus parentes: "Vocês nunca saberão o quanto ela foi importante para mim" ou, segundo algumas fontes, "Vocês nunca saberão o quanto eu amava esta mulher". 

### Relacionamento com Francisco Ferdinando
O arquiduque Francisco Ferdinando tornou-se herdeiro presuntivo (Thronfolger) do trono da Áustria-Hungria em 1896, após a morte de seu primo Rodolfo (em 1889) e de seu pai Carlos Luís (em 1896). A relação entre ele e Francisco José sempre foi bastante contenciosa, o que foi ainda mais exacerbado quando Francisco Ferdinando anunciou seu desejo de se casar com a Condessa Sofia Chotek. O imperador nem sequer considerou dar sua bênção à união, já que Sofia era apenas de posição nobre, não de posição dinástica.
Embora o imperador tenha recebido cartas de membros da família imperial durante o outono e inverno de 1899, implorando-lhe que cedesse, Francisco José manteve-se firme.  Ele finalmente deu seu consentimento em 1900. No entanto, o casamento seria morganático e quaisquer filhos do casamento seriam inelegíveis para suceder ao trono.  O casal se casou em 1º de julho de 1900 em Reichstadt. O imperador não compareceu ao casamento, nem nenhum dos arquiduques. Depois disso, os dois homens passaram a não gostar e a desconfiar um do outro. 

Suas interações com Francisco Ferdinando foram tensas; o assistente pessoal do imperador relembrou em suas memórias que:
“trovões e relâmpagos sempre rugiam quando eles tinham suas discussões.” 
Após o assassinato de Francisco Ferdinando e Sofia em 1914, a filha de Francisco José, Maria Valéria, observou que seu pai expressou maior confiança no novo herdeiro presuntivo, seu sobrinho-neto, o arquiduque Carlos. O imperador admitiu à filha, a respeito do assassinato:
“Para mim, é um alívio de uma grande preocupação.” 

### Filhos
- Arquiduquesa Sofia da Áustria; 5 de março de 1855 – 29 de maio de 1857.
- Arquiduquesa Gisela da Áustria; 12 de julho de 1856 – 27 de julho de 1932. Casou-se com o príncipe Leopoldo da Baviera (primo em segundo grau) em 1873; teve filhos.
- Rodolfo, Príncipe Herdeiro da Áustria; 21 de agosto de 1858 – 30 de janeiro de 1889. Casou-se com a princesa Estefânia da Bélgica em 1881; teve filhos. Morreu em um assassinato-suicídio.
- Arquiduquesa Maria Valéria da Áustria; 22 de abril de 1868 – 6 de setembro de 1924. Casou-se com o arquiduque Francisco Salvador (primo em segundo grau) em 1890; teve filhos

## Títulos, estilos, honras e brasões

### Nome
Os nomes de Francisco José nas línguas do seu império eram:
- em bósnio:  Franjo Josip I
- em croata:  Franjo Josip I.
- em tcheco/checo:  František Josef I
- em alemão:  Franz Joseph I
- em húngaro:  I. Ferenc József
- em italiano:  Francesco Giuseppe I
- em polonês/polaco:  Franciszek Józef I
- em romeno:  Francisc Iosif
- em sérvio:  Фрања Јосиф
- em eslovaco:  František Jozef I
- em esloveno:  Franc Jožef I
- em ucraniano:  Фра́нц Йо́сиф I

### Títulos e estilos
- 18 de agosto de 1830 – 2 de dezembro de 1848: Sua Alteza Imperial e Real, o Arquiduque Francisco José da Áustria, Príncipe da Hungria, Croácia e Boêmia [57]
- 2 de dezembro de 1848 – 21 de novembro de 1916: Sua Majestade Imperial e Real Apostólica, o Imperador da Áustria, Rei Apostólico da Hungria, Croácia e Boêmia

Seu grande título oficial após o Ausgleich de 1867 foi:
Sua Majestade Imperial e Real Apostólica, 

Pela Graça de Deus, Imperador da Áustria, 

Rei da Hungria e Boémia, Dalmácia, Croácia, Eslavônia, Galiza, Lodoméria e Ilíria; 

Rei de Jerusalém, etc.; 

Arquiduque da Áustria;

Grão-Duque da Toscana e Cracóvia;

Duque de Lorena, Salzburgo, Estíria, Caríntia, Carniola e Bucovina;

Grão-Príncipe da Transilvânia, Margrave da Morávia;

Duque da Alta e Baixa Silésia, de Modena, Parma, Piacenza e Guastalla, de Auschwitz e Zator, de Teschen, Friaul, Ragusa e Zara;

Conde principesco de Habsburgo e Tirol, de Kyburg, Gorizia e Gradisca;

Príncipe de Trento e Brixen;

Margrave da Alta e Baixa Lusácia e na Ístria;

Conde de Hohenems, Feldkirch, Bregenz, Sonnenberg etc.;

Senhor de Trieste, de Cattaro e da Marcha Víndica;

Grande Voivoda da Voivodia da Sérvia

etc., etc.

### Honras

Estandarte Imperial (De 1867 a 1915)

#### Condecorações nacionais
- Cavaleiro do Tosão de Ouro, 1844;[60] Chefe e Soberano, 2 de dezembro de 1848 (Orden vom Goldenen Vlies, ex officio como Imperador da Áustria) [61]
- Grão-Mestre da Ordem Militar de Maria Teresa ( Militär Maria-Theresien-Orden, ex officio como Imperador da Áustria)[62]
- Grão-Mestre da Real Ordem Húngara de Santo Estêvão (Königlich ungarischer St. Stephan-Orden, ex officio como Imperador da Áustria)[63]
- Grão-Mestre da Ordem Imperial Austríaca de Leopoldo (Leopold-Orden, ex officio como Imperador da Áustria)[64]
- Grão-Mestre da Ordem Imperial da Coroa de Ferro (Orden der Eisernen Krone, ex officio como Imperador da Áustria)[65]

Além disso, ele fundou a Ordem de Francisco José (Franz Joseph-Orden) em 2 de dezembro de 1849, e a Ordem de Isabel (Elizabeth-Orden) em 1898.

#### Condecorações estrangeiras
- Ducados Ascanianos: Grã-Cruz da Ordem de Alberto, o Urso, 27 de outubro de 1849[68]
- Baden:[69]
  - Cavaleiro da Ordem da Fidelidade, 1851
  - Grã-Cruz do Leão de Zähringer, 1851
- Baviera:
  - Cavaleiro de São Huberto, 1849[70]
  - Grã-Cruz da Ordem Militar de Maximiliano José
- Bélgica: Grande Cordão da Ordem de Leopoldo (civil), 19 de abril de 1849[71]
- Brunswick: Grã-Cruz da Ordem de Henrique, o Leão, 1854[72]
- Bulgária:
  - Cavaleiro dos Santos Cirilo e Metódio[73]
  - Ordem da Bravura, Categoria I[74]
- Dinamarca: Cavaleiro do Elefante, 17 de janeiro de 1849[75]
- Ducados Ernestinos: Grã-Cruz da Ordem da Casa Saxe-Ernestina, Março de 1852[76]
- França: Grã-Cruz da Ordem Nacional da Legião de Honra[77]
- Hanôver:[78]
  - Cavaleiro de São Jorge, 1848
  - Grã-Cruz da Real Ordem Guélfica
- Havaí:
  - Grã-Cruz da Ordem de Kamehameha I, 1865[79]
  - Grã-Cruz da Ordem de Kalākaua, 1878[80]
- Hesse-Darmstadt: Grã-Cruz da Ordem de Luís, 3 de maio de 1851[81]
- Hesse-Kassel: Cavaleiro do Leão de Ouro, 19  de novembro de 1851[82]
- Santa Sé: Grã-Cruz do Santo Sepulcro de Jerusalém
- Itália:
  - Cavaleiro da Anunciação, 13 de abril de 1869[83]
  - Grã-Cruz dos Santos Maurício e Lázaro, 1869
  - Grã-Cruz da Coroa da Itália, 1869
- Japão: Grande Cordão da Ordem do Crisântemo, 7 de maio de 1880; Colar, 25 de outubro de 1898[84]
- Ordem Militar Soberana de Malta: Oficial de Justiça Grã-Cruz de Honra e Devoção[73]
- Mecklemburgo-Strelitz: Cruz para Distinção na Guerra, 1ª e 2ª Classe[85]
- México: Grã-Cruz da Águia Mexicana, com Colar, 1865[86]
- Módena: Grã-Cruz da Águia de Este, 1856[87]
- Mônaco: Grã-Cruz de São Carlos, 24 de setembro de 1872[88]
- Montenegro: Grã-Cruz da Ordem do Príncipe Danilo I[89]
- Nassau: Cavaleiro do Leão de Ouro de Nassau, Maio de 1858[90]
- Países Baixos: Grã-Cruz da Ordem Militar de Guilherme, 21 de junho de 1849[91]
- Oldenburg: Grã-Cruz da Ordem do Duque Pedro Frederico Luís, com Coroa de Ouro, 9 de março de 1853[92]
- Parma: Senador Grã-Cruz da Ordem Constantiniana de São Jorge, com Colar, 1849[93]
- Prússia:
  - Cavaleiro da Águia Negra, 14 de agosto de 1844; com Colar, 1851[94]
  - Cruz do Grande Comandante da Ordem da Casa Real de Hohenzollern, 16 de setembro de 1884[94]
  - Pour le Mérite (militar), com Folhas de Carvalho, 27 de agosto de 1914[95]
- Romênia:
  - Colar da Ordem de Carlos I, 1906[96]
  - Grã-Cruz da Estrela da Romênia[77]
- Rússia:
  - Cavaleiro de Santo André, 30 de dezembro de 1845[97]
  - Cavaleiro de Santo Alexandre Nevsky
  - Cavaleiro da Águia Branca
  - Cavaleiro de Santa Ana, 1ª Classe
  - Cavaleiro de São Jorge, 4ª Classe, 2 de julho 1849[98]
- Saxe-Weimar-Eisenach: Grã-Cruz do Falcão Branco, 1 de outubro de 1857[99]
- Saxônia:
  - Cavaleiro da Coroa de Arruda, 1847[100]
  - Grã-Cruz da Ordem Militar de Santo Henrique
- Sérvia:
  - Grã-Cruz da Cruz de Takovo[77]
  - Ordem de Miloš, o Grande, 1ª Classe
- Sião: Cavaleiro da Ordem da Casa Real de Chakri, 15 de julho de 1891
- Espanha: Grã-Cruz da Ordem de Carlos III, com Colar, 10 de maio de 1875[101]
- Suécia e Noruega:
  - Cavaleiro dos Serafins, com Colar, 9 de julho de 1850[102]
  - Cavaleiro do Leão Norueguês, 5 de abril de 1904[103]
- Tuscany: Grã-Cruz de São José[104]
- Duas Sicílias: Cavaleiro de São Januário, 1848[105]
- Reino Unido:
  - Cavaleiro Estranho Companheiro da Jarreteira, 14 de agosto de 1867 (revogado em 1915)[106]
  - Destinatário do Real Colar Vitoriano, 16 de agosto de 1904 (revogado em 1915)[107]
- Württemberg: Grã-Cruz da Coroa de Württemberg, 1850[108]

#### Nomeações honorárias
- General Honorário do Exército Sueco, 1888 [109]
- Coronel-chefe da 1ª (The King's) Dragoon Guards, Exército Britânico, 25 de março de 1896 – 1914
- Coronel-chefe do Regimento de Granadeiros da Guarda Vitalícia de Kexholm, Exército Russo, até 26 de junho de 1914
- Coronel-chefe do 12º Regimento de Lanceiros de Belgorod, Exército Russo, até 26 de junho de 1914
- Coronel-chefe dos 16º Regimento de Hussardos (Schleswig-Holstein), Exército Alemão
- Coronel-chefe do 122º Regimento de Fuzileiros (Imperador Francisco José da Áustria, Rei da Hungria (4º Württemberg)
- Marechal de Campo do Exército Britânico, 1 de setembro de 1903 – 1914

#### Brasão e monograma
| Monograma Imperial |

#### Lema pessoal
- "Com forças unidas" (como o Imperador da Áustria) – em alemão:  "Mit vereinten Kräften" – em latim: "Viribus Unitis" [110]
- "Minha confiança na virtude [antiga]" (como o Rei Apostólico da Hungria) - em húngaro:  "Bizalmam az Ősi Erényben" – em latim: "Virtutis Confido" [110]

## Legado

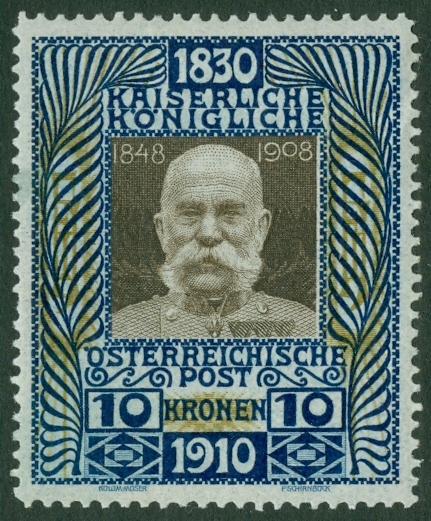
Selo do centenário de Francisco José I

A Terra de Francisco José, no Ártico Russo, foi nomeada em sua homenagem em 1873 pela expedição austro-húngara ao Polo Norte, que relatou tê-la encontrado pela primeira vez. A Glaciar Franz Josef, na Ilha Sul da Nova Zelândia, também leva seu nome.
Francisco José fundou em 1872 a Universidade Francisco José (húngaro: Ferenc József Tudományegyetem, romeno: Universitatea Francisc Iosif) na cidade de Cluj-Napoca (na época uma parte da Áustria-Hungria sob o nome de Kolozsvár). A universidade foi transferida para Szeged depois que Cluj se tornou parte da Romênia, tornando-se a Universidade de Szeged.
Em certas áreas, ainda são realizadas celebrações em memória do aniversário de Francisco José. O Festival Popular da Europa Central realiza-se todos os anos por volta do dia 18 de agosto e é um “encontro espontâneo, tradicional e fraterno entre os povos dos países da Europa Central”. O evento inclui cerimônias, reuniões, música, canções, danças, degustação de vinhos e comidas, além de trajes tradicionais e folclore da Mitteleuropa.